# Marek Siwiec
Marek Maciej Siwiec (ur. 13 marca 1955 w Piekarach Śląskich) – polski polityk, dziennikarz.
Poseł na Sejm I i II kadencji, minister w Kancelarii Prezydenta RP (1996–2004) i szef BBN (1997–2004), deputowany do Parlamentu Europejskiego VI i VII kadencji, w latach 2007–2009 jego wiceprzewodniczący.

## Życiorys
Jego ojciec pracował jako wicedyrektor tarnobrzeskiego kombinatu siarkowego „Siarkopol”, matka była prokuratorem.
Absolwent Liceum Ogólnokształcącego im. Mikołaja Kopernika w Tarnobrzegu. W 1980 ukończył studia na Akademii Górniczo-Hutniczej, a w 1989 Podyplomowe Studium Dziennikarstwa. W latach 1980–1982 zajmował stanowisko asystenta w Instytucie Elektrotechniki AGH, a od 1981 do 1982 odbył staż w GAS and Fuel Corporation of Victoria. Działał w organizacjach studenckich, od 1977 do rozwiązania był członkiem PZPR. Od 1985 do 1987 pracował jako redaktor naczelny dwutygodnika „Student” w Krakowie oraz sekretarz komisji finansowej Społecznego Komitetu Odnowy Zabytków Krakowa, a następnie w latach 1987–1990 był redaktorem naczelnym tygodnika „itd”. Prowadził też w Telewizji Polskiej program Otwarte studio. W czasie ostatniego zjazdu PZPR został redaktorem naczelnym „Trybuny Kongresowej” (doraźnej mutacji „Trybuny Ludu”). Był członkiem założycielem Socjaldemokracji RP, wszedł do władz krajowych partii, został też pierwszym redaktorem naczelnym „Trybuny”. Od 1991 do 1992 pełnił funkcję dyrektora generalnego powiązanej z Art-B spółki Print AB.
Od 1991 do 1997 był posłem na Sejm z okręgu kaliskiego. W latach 1993–1996 zasiadał jednocześnie w Krajowej Radzie Radiofonii i Telewizji. Był delegatem do Zgromadzenia Parlamentarnego Rady Europy.
Od 1996 pełnił funkcję sekretarza stanu w Kancelarii Prezydenta RP, a od lutego 1997 szefem Biura Bezpieczeństwa Narodowego. Ponownie powołany na to stanowisko w grudniu 2000, sprawował je do czerwca 2004. W 2000 ujawniono epizod powitania prezydenta Aleksandra Kwaśniewskiego na lądowisku w Ostrzeszowie z września 1997. Marek Siwiec, po wyjściu z helikoptera, ucałował ziemię i uczynił znak krzyża. Zdjęcia z tego wydarzenia były wykorzystywane przez komitet wyborczy Mariana Krzaklewskiego w trakcie kampanii prezydenckiej.
Od stycznia 2005 do czerwca 2006 pełnił funkcję przewodniczącego Stowarzyszenia Ordynacka. Był członkiem komitetu wyborczego Włodzimierza Cimoszewicza w wyborach prezydenckich w 2005. Został członkiem Rady Fundacji YES (Yalta European Strategy), przewodniczącym Stowarzyszenia European Friends of Israel, członkiem Global Leadership Council Colorado State University. Zasiadał także w radzie Fundacji Aleksandra Kwaśniewskiego „Amicus Europae”.
W listopadzie 2007 IPN ujawnił, że 21 marca 1986 został zarejestrowany przez Służbę Bezpieczeństwa jako tajny współpracownik o pseudonimie Jerzy. 19 stycznia 1990 został wyrejestrowany w związku z rezygnacją. Sam zainteresowany zaprzeczył współpracy z SB. Ostatecznie wobec nieodnalezienia dokumentacji personalnej i niestwierdzenia wątpliwości co do zgodności z prawem oświadczenia lustracyjnego posła IPN zaniechał dalszego śledztwa.
W wyborach europejskich w 2004 uzyskał mandat z województwa wielkopolskiego, gdzie kandydował z listy SLD-UP, uzyskując wynik 36 985 głosów. W 2006 był przewodniczącym misji obserwacyjnej wyborów na Ukrainie. W 2007 został wiceprzewodniczącym PE. W wyborach europejskich w 2009 skutecznie ubiegał się o reelekcję, otrzymując 64 976 głosów. W PE został członkiem Komisji Spraw Zagranicznych, a w 2009 został koordynatorem Grupy Postępowego Sojuszu Socjalistów i Demokratów w sprawie EuroNestu. Od 10 grudnia 2011 do 28 kwietnia 2012 był wiceprzewodniczącym Sojuszu Lewicy Demokratycznej. W grudniu 2012 zrezygnował z członkostwa w SLD, a w styczniu 2013 został reprezentantem Ruchu Palikota w Parlamencie Europejskim (nie wstępując do partii). 22 lutego 2013 wspólnie z Aleksandrem Kwaśniewskim i Januszem Palikotem ogłosił powstanie ruchu Europa Plus, który stał się koalicją kilku ugrupowań politycznych (lewicowych i centrowych). Marek Siwiec został także przewodniczącym stowarzyszenia o tej nazwie. 6 października jego działacze współtworzyli nową partię Twój Ruch (powstałą z przekształcenia Ruchu Palikota), której to Marek Siwiec został wiceprzewodniczącym. W wyborach do Parlamentu Europejskiego w 2014 nie uzyskał reelekcji (oddano na niego 17 399 głosów). W lutym 2015 odszedł z Twojego Ruchu.
Po zakończeniu kariery politycznej został dyrektorem Centrum Pamięci o Holokauście – Babi Jar.

## Odznaczenia
- Oficer Legii Honorowej (Francja, 1996)
- Krzyż Wielki Komandorski Orderu Wielkiego Księcia Giedymina (Litwa, 1997)[15]
- Kawaler Krzyża Wielkiego Orderu Zasługi Republiki Włoskiej (1997)[16]
- Wielki Oficer Orderu Zasługi (Portugalia, 1997)[17]
- Order Leopolda (Belgia, 1999)
- Order Krzyża Ziemi Maryjnej II klasy (Estonia, 2002)[18]
- Krzyż Wielki Orderu „Za Zasługi dla Litwy” (Litwa, 2003)[15]
- Wielki Oficer Orderu Cnoty Wojskowej (Rumunia, 2003)[19]
- Królewski Order Wiktoriański (Wielka Brytania, 2004)
- Order Księcia Jarosława Mądrego IV i III klasy (Ukraina, 1997 i 2004)
- Komandoria Missio Reconciliationis (1999)